# الرسالة الثانية إلى أهل كورنثوس
الرسالة الثانية إلى أهل كورنثوس (قورنثوس) هي إحدى رسائل العهد الجديد التي تنسب إلى الرسول بولس، وهي موجهة من بولس الرسول ومن تيموثاوس إلى كنيسة كورنثوس وإلى جميع المسيحيين المقيمين في منطقة آخائية (1 : 1)، ويعتقد أنها كتبت في فترة قريبة من كتابة الرسالة الأولى إلى أهل كورنثوس أي ما بين 55 م إلى 60 م، ومن المحتمل أنها قد كتبت في فيلبي أو في تسالونيكي في اليونان، هناك خلاف بين باحثي العهد الجديد حول هذه الرسالة فالبعض يعتقد بأنها دمج لرسالتين كتبت لذات الكنيسة بينما بعتقد البعض الآخر بأنها كانت دائما رسالة واحدة.

## مضمون الرسالة
توصف هذه الرسالة بشكل عام بأنها رسالة شخصية تركز على مافي نفس الرسول بولس من محبة واهتمام اتجاه كنيسة كورنثوس، كما حاول كاتب هذه الرسالة لفت انتباه المؤمنين لقضية المعلمين الكذبة أو الرسل الكذبة كما يصفهم في (11 : 13) والذين يتظاهرون بأنهم رسل للمسيح لتحقيق غايات معينة، ثم يدافع بولس عن نفسه وعن شرعيته كرسول مكرَّس تعرض لعذابات كثيرة في سبيل إيمانه (11 : 22 – 32).
- من الفصل 1 إلى 7 : حديث بولس عن عمله الروحي والتعبير عن مشاعره الدافئة اتجاه الكورنثيين.
- الفصل 8 و9 : حديث بولس عن العطايا التي جمعت للإخوة الفقراء في فلسطين.
- من الفصل 10 إلى 13 : دفاع بولس عن شرعية رسوليته وفصله بين تعليمه وبين ذلك الذي ينادي به من يسميهم بالرسل الكذبة.

## نصوص مختلف فيها

### نصوص محذوفة او مضافة
(الرسالة الثانية إلى أهل كورنثوس 5: 18) "وَلكِنَّ الْكُلَّ مِنَ اللهِ، الَّذِي صَالَحَنَا لِنَفْسِهِ بِيَسُوعَ الْمَسِيحِ، وَأَعْطَانَا خِدْمَةَ الْمُصَالَحَةِ،" التراجم العربية التي كتبت كلمة يسوع ''الفانديك'' التي حذفته الاسم ''الحياة'' ''المشتركة'' ''البولسية'' ''المبسطة'' ''اليسوعية'' ''الكاثوليكية'' المخطوطات التي حذفته السينائية والفاتيكانية والاسكندرية والقبطي الصعيدي والفلجاتا سبب الخطأ هو الاختصارات فكلمة يسوع باليوناني ايسون (اسم مفعول) تكتب باختصار حرفين يوتا ني وفوقهم علامة الاختصار (Iυ) والاختصارات هي من الاسباب الشائعة للاخطاء النسخية وتقود للحذف فهناك اكثر من عشرين مرة كان اختصار اسم اخرستوس لحرفين سبب خطأ نسخي ادي الي حذف الكلمة وكان اختصار اسم ايسوس اي يسوع الي حرفين سبب في اكثر من خمسين خطا نسخي غير مقصود لحذف اسم يسوع
(رسالة الثانية إلى أهل كورنثوس 4: 6) "لأَنَّ اللهَ الَّذِي قَالَ: «أَنْ يُشْرِقَ نُورٌ مِنْ ظُلْمَةٍ»، هُوَ الَّذِي أَشْرَقَ فِي قُلُوبِنَا، لإِنَارَةِ مَعْرِفَةِ مَجْدِ اللهِ فِي وَجْهِ يَسُوعَ الْمَسِيحِ." التراجم العربية التي كتبت كلمة يسوع ''الفانديك''  ''المشتركة'' ''المبسطة'' التي حذفت كلمة يسوع ''البولسية'' ''اليسوعية'' ''الكاثوليكية'' المخطوطات التي حذفته الفاتيكانية والاسكندرية والقبطي الصعيدي

## مواضيع ذات صلة
- الرسالة الأولى إلى أهل كورنثوس
- بولس